# Wyżyna Środkowoczeska
Wyżyna Środkowoczeska (cz. Středočeská pahorkatina) – makroregion w obrębie Masywu Czeskiego, leżąca w zachodniej części Wyżyny Czeskomorawskiej. Położona jest w centralnej części Czech, na południe od Pragi.
Jest to kraina górzysta i pagórkowata. Leży w dorzeczu Łaby i jej dopływu Wełtawy.
Graniczy na północnym zachodzie ze Wzgórzami Pilzneńskimi (cz. Plzeňská pahorkatina) i Brdam (cz. Brdská oblast), na północnym wschodzie z Płytą Środkowoczeską (cz. Středočeská tabule), na wschodzie z Masywem Czeskomorawskim (cz. Českomoravská vrchovina), na południu z Kotlinami Południowoczeskimi (cz. Jihočeské pánve) i na południowym zachodzie z Szumawą (cz. Šumavská hornatina).

## Podział
- Wyżyna Beneszowska (cz. Benešovská pahorkatina) – 2 410 km², najwyższe wzniesienie – Stráž – 638 m n.p.m.
- Wyżyna Wlaszimska (cz. Vlašimská pahorkatina) – 1 232 km², najwyższe wzniesienie – Javorová skála – 723 m n.p.m.
- Wyżyna Taborska (cz. Táborská pahorkatina) – 1 599 km², najwyższe wzniesienie – Velký Mehelník – 633 m n.p.m.
- Wyżyna Blateńska (cz. Blatenská pahorkatina) – 1 087 km², najwyższe wzniesienie – Drkolná – 729 m n.p.m.

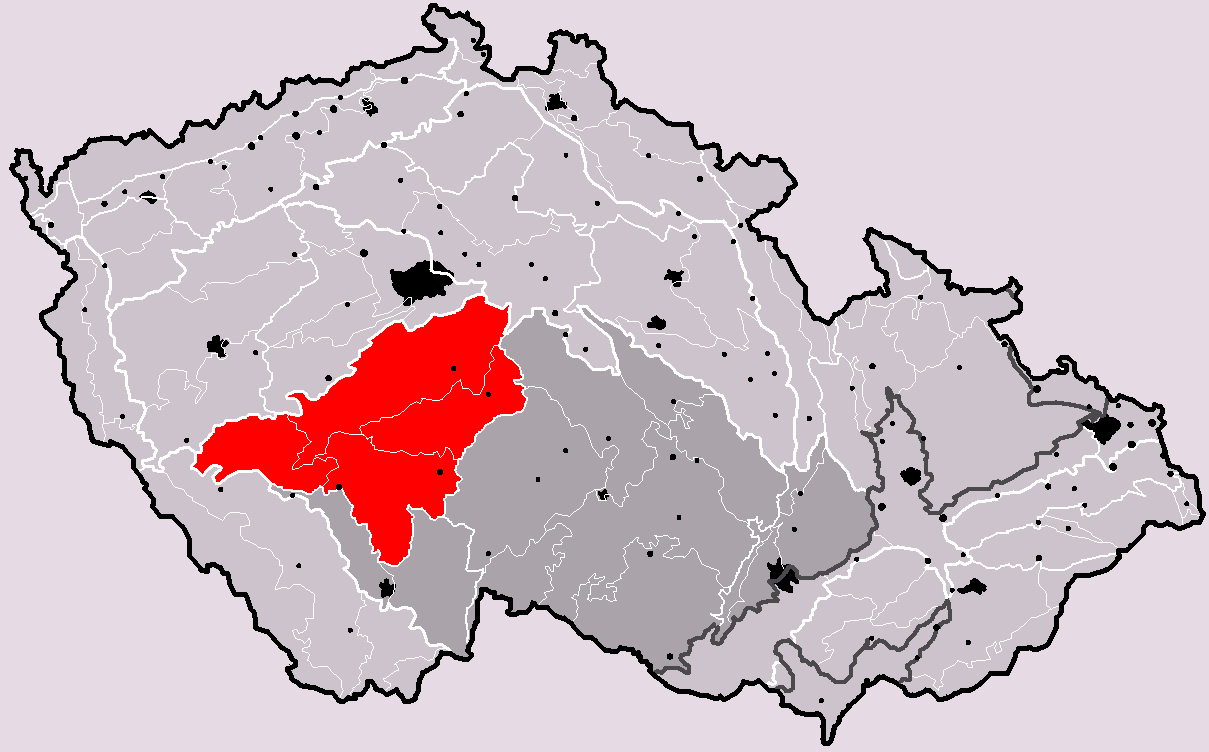
Położenie Wyżyny Środkowoczeskiej